# Bolivaria brachyptera
Bolivaria brachyptera är en bönsyrseart som beskrevs av Peter Simon Pallas 1773. Bolivaria brachyptera ingår i släktet Bolivaria och familjen Mantidae. Inga underarter finns listade i Catalogue of Life.

## Bildgalleri

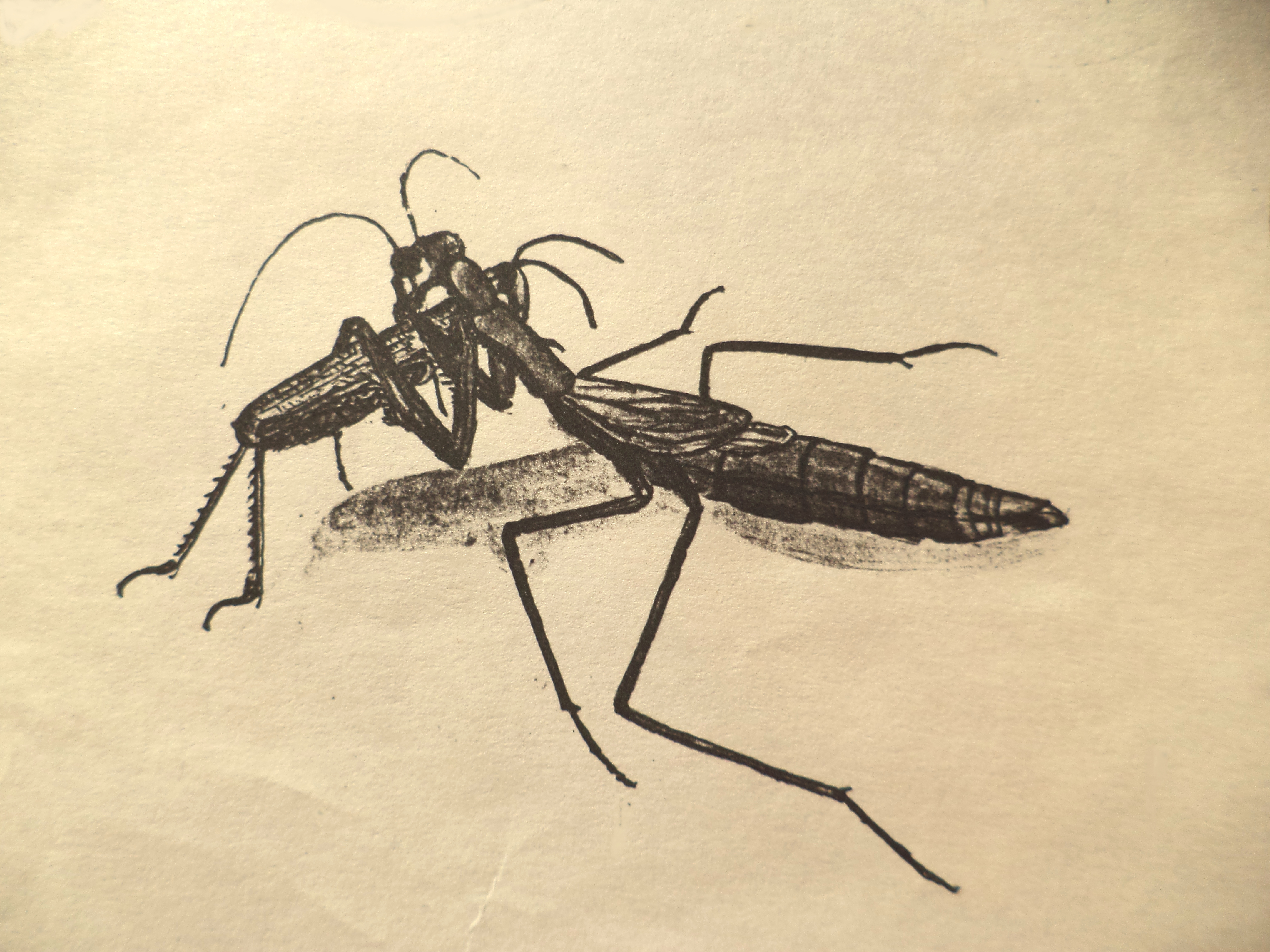